# 9506 Telramund
9506 Telramund este un asteroid din centura principală de asteroizi.

## Descriere
9506 Telramund este un asteroid din centura principală de asteroizi. A fost descoperit pe 25 septembrie 1973 la Observatorul Palomar de Cornelis Johannes van Houten, Ingrid van Houten-Groeneveld și Tom Gehrels. Asteroidul prezintă o orbită caracterizată de o semiaxă mare de 2,99 ua, o excentricitate de 0,03 și o înclinație de 7,7° în raport cu ecliptica.